# فهرست ورزشکاران پناهنده ایرانی
سال‌های اخیر شمار زیادی از ورزشکاران ایرانی پس از اعزام به مسابقات بین‌المللی از  بازگشت به ایران خودداری کردند.

## فهرست
|    | نام ورزشکار            | رشته ورزشی                        | کشور مقصد     | توضیحات |
| -- | ---------------------- | --------------------------------- | ------------- | --- |
| ۱  | سامان بلاغی            | بسکتبال (با ویلچر)                | آلمان         | عضو تیم ملی بسکتبال با ویلچر ایران، پس از پایان مسابقات جهانی در آلمان از بازگشت به ایران خودداری کرد عضو تیم ملی بسکتبال با ویلچر ایران در تیر۱۳۹۸به آلمان پناهنده شد. |
| ۲  | صدف خادم               | بوکس                              | فرانسه        | بوکسور در فروردین ۱۳۹۸ به فرانسه پناهنده شد |
| ۳  | مبین کهرازه            | بوکس                              | اتریش         | بوکسور که در مهر سال ۱۳۹۸ به اتریش پناهنده شد |
| ۴  | راحله آسمانی           | تکواندو                           | بلژیک         | آسمانی در سال ۱۳۹۱ در ۲۳ سالگی به بلژیک پناهنده شد و با تیم ملی تکواندو بلژیک در مسابقات گرند پری تایوان صاحب مدال نقره شد. از سال ۲۰۱۳ تاکنون یک طلا، دو نقره و سه برنز برای این کشور به دست آورده‌است. |
| ۵  | میلاد بیگی             | تکواندو                           | آذربایجان     | تکواندوکار که در سال ۱۳۹۳ به کشور آذربایجان پناهنده شد و برنز المپیک ۲۰۱۶ و طلای بازی‌های اروپایی ۲۰۱۵ را به‌دست‌آورد. |
| ۶  | سینا بهرامی            | تکواندو                           | آذربایجان     | تکواندوکار که در سال ۱۳۹۳ به کشور آذربایجان پناهنده شد. |
| ۷  | پریسا فرشیدی           | تکواندو                           | آلمان         | همسر کسری مهدی‌پورنژاد |
| ۸  | کسری مهدی‌پورنژاد       | تکواندو                           | آلمان         | [ ۸ ] |
| ۹  | مهدی خدابخشی           | تکواندو                           | صربستان       | دارنده مدال طلا تکواندو وزن ۸۷ کیلوگرم در مسابقات ارتش‌های جهان ۲۰۱۲ ویتنام، مدال طلا وزن ۸۷ کیلوگرم در بازی‌های همبستگی کشورهای اسلامی ۲۰۱۳ اندونزی و قهرمانی در مسابقات جهانی تکواندو ۲۰۱۵ اشاره کرد. وی در تاریخ ۱۴ آبان ۱۳۹۸ پناهنده کشور صربستان شد. |
| ۱۰ | فرزاد ذوالقدری         | تکواندو                           | بلغارستان     | کاپیتان پیشین تیم تکواندوی نوجوانان ایران و نایب‌قهرمان مسابقات دانشجویان جهان در دی ۱۳۹۸ به بلغارستان پناهنده شد. |
| ۱۱ | کیمیا علیزاده          | تکواندو                           | آلمان         | در دی ۱۳۹۸ اعلام کرد که برای دوری از ریا و تبعیض‌ها در کشوری دیگری جز ایران زندگی خواهد کرد. |
| ۱۲ | دینا پوریونس           | تکواندو                           | هلند          | تکواندوکار تیم ملی ایران به هلند پناهنده شد. |
| ۱۳ | پوریا جلالی‌پور         | تیر و کمان (معلولان)              | هلند          | برای شرکت در مسابقات تیروکمان به هلند اعزام شده بود، با پایان بازی‌ها از بازگشت به ایران خودداری کرد |
| ۱۴ | سعید ملایی             | جودو                              | آلمان         | قهرمان جودوی ایران پس از مسابقات دیگر به ایران بازنگشت در پی باخت «اجباری» در بازی‌های قهرمانی جهان در توکیو به منظور روبه‌رو نشدن با حریف اسرائیلی، از ژاپن به آلمان رفت تا از طریق فدراسیون جهانی جودو به کشوری غیر از ایران پناهنده شود اما فدراسیون جهانی جودو ضمن تعلیق چندساله فدراسیون جودو ایران، ملایی را به مغولستان معرفی و وی با پرچم این کشور موفق به کسب مدال نقره المپیک ۲۰۲۰ توکیو شد. |
| ۱۵ | محمد رشنونژاد          | جودو                              | هلند          | جودوکار ۲۲ ساله ۶۰- کیلوگرم تیم ملی ایران با مشکلات مالی زیادی در راه این ورزش دست و پنجه نرم می‌کرد و حتی مدل‌های خود را به حراج گذاشت. وی در سال ۱۳۹۶ توانست در رقابت‌های قهرمانی آسیا مدال نقره را از آن خود کند. پس از آن به همراه تیم ملی به مسابقات گرندپری هلند اعزام شد اما پس از اتمام مسابقات به کشور بازنگشت. محمدرضا رودکی، سرپرست تیم ملی تلاش زیادی کرد تا او را در هلند بیابد اما موفق نشد و پدر رشنو نژاد ازمشخص شدن وضعیت فرزندش تا سه روز پس از ناپدید شدن خبر داد جودوکار در پاییز۱۳۹۶ به هلند پناهنده شد. واقعیت این بود که رشنو نژاد به هلند درخواست پناهندگی داد و بیش از یک سال طول کشید تا به تیم ملی این کشور دعوت شود. وی در اولین تورنمنت خود که رقابت‌های اوپن بلژیک بود توانست مدال برنز بگیرد و خیلی زود کشور هلند را از این پناهندگی منتفع سازد. |
| ۱۶ | وحید سرلک              | جودو                              | آلمان         | وحید سرلک در حال حاضر ۵ مدال طلا، ۶ نقره و ۷ برنز را در کارنامه افتخارات بین‌المللی خود دارد. او خیلی زود با مدال نقره جوانان آسیا در سال ۲۰۰۰ نام خود را بر سر زبان‌ها انداخت اما در رقابت‌های جهانی سال ۲۰۰۵ وقتی در اوج آمادگی خود قرار داشت مجبور شد تا عمداً مقابل جودوکار آذربایجانی بازنده باشد تا دور بعد به رقیبی از اسرائیل برخورد نکند. همین اتفاق موجب شد تا او نسبت به ادامه کار دلسرد شود و در رقابت‌های جهانی بعدی در رده پنجم قرار گیرد. او پس از کسب این عنوان و سابقه ۱۴ ساله در تیم ملی ایران، در سال ۱۳۸۹ به کشور آلمان مهاجرت کرد و با کسب افتخاراتی دیگر سرمربی باشگاه جودو مونشن گلادباخ شد. عضو تیم ملی جودو در سال۱۳۸۹ به آلمان پناهنده شد. |
| ۱۷ | جواد محجوب             | جودو                              | کانادا        | جودوکار ایران به کانادا پناهنده شد. |
| ۱۸ | کامران شیرازی          | شطرنج                             | آمریکا فرانسه | استاد بین‌المللی شطرنج و قهرمان شطرنج ایران در سال ۱۳۵۱؛ که پس از ممنوعیت شطرنج در ایران در ابتدا از دی ۱۳۶۲ با پرچم آمریکا و سپس از دی ۱۳۸۴ با پرچم فرانسه در مسابقات بین‌المللی شرکت می‌کند. |
| ۱۹ | مهرشاد شریف            | شطرنج                             | فرانسه        | استاد بین‌المللی شطرنج و شش دوره قهرمان شطرنج ایران در سال‌های ۱۳۵۲، ۱۳۵۳، ۱۳۵۴، ۱۳۵۵، ۱۳۵۸ و ۱۳۵۹؛ که پس از ممنوعیت شطرنج در ایران از دی ۱۳۶۳ با پرچم فرانسه در مسابقات بین‌المللی شرکت می‌کند. |
| ۲۰ | الشن مرادی             | شطرنج                             | آمریکا        | استادبزرگ شطرنج و قهرمان شطرنج ایران در سال ۱۳۸۰؛ که از اسفند ۱۳۹۵ در مسابقات بین‌المللی با پرچم آمریکا شرکت می‌کند. |
| ۲۱ | درسا درخشانی           | شطرنج                             | آمریکا        | استاد بین‌المللی شطرنج ایران؛ که از مهر ۱۳۹۶ در مسابقات بین‌المللی با پرچم آمریکا شرکت می‌کند. |
| ۲۲ | غزل حکیمی‌فرد           | شطرنج                             | سوئیس         | استادبزرگ زنان و قهرمان شطرنج بانوان ایران در سال ۱۳۸۹؛ که از خرداد ۱۳۹۹ در مسابقات بین‌المللی با پرچم سوئیس شرکت می‌کند. |
| ۲۳ | شهره بیات              | شطرنج                             | انگلستان      | استاد فیده زنان، داور بین‌المللی شطرنج رتبه A در آسیا، و آموزگار فدراسیون جهانی شطرنج؛ که از آبان ۱۳۹۹ در مسابقات بین‌المللی با پرچم انگلستان شرکت می‌کند. |
| ۲۴ | میترا حجازی‌پور         | شطرنج                             | فرانسه        | استادبزرگ زنان و قهرمان شطرنج بانوان ایران در سال ۱۳۹۱؛ که از تیر ۱۴۰۰ در مسابقات بین‌المللی با پرچم فرانسه شرکت می‌کند. |
| ۲۵ | علیرضا فیروزجا         | شطرنج                             | فرانسه        | استادبزرگ شطرنج، نخستین سوپر استادبزرگ تاریخ شطرنج ایران، نفر اول رده‌بندی شطرنج جوانان جهان، و قهرمان شطرنج ایران در سال‌های ۱۳۹۴ و ۱۳۹۷؛ که در ابتدا از دسامبر ۲۰۱۹ با پرچم فدراسیون جهانی شطرنج و سپس از ژوئیه ۲۰۲۱ با پرچم فرانسه در مسابقات بین‌المللی شرکت می‌کند. |
| ۲۶ | شروین پاکدل            | قایقرانی                          | پرتغال        | از همان نوجوانی استعداد خود را در رشته قایقرانی نشان داد و با تیم ملی قایقرانی به رقابت‌های جهانی زیر ۲۳ سال پرتغال اعزام و ناگهان در فرودگاه ناپدید شد. این ناپدید شدن در حالی رخ داد که وی یک بار از گیت خروج عبور کرده بود. پاکدل ۱۷ ساله دیگر به ایران بازنگشت و مشخص شد که به کشور پرتغال درخواست پناهندگی داده‌است. اما بعدها مشخص شد دلیل ماندن او در پرتغال مسائل درون خانوادگی بوده‌است. خانواده مادری وی در این کشور زندگی می‌کردند و از او درخواست کردند تا در پرتغال بماند. به همین دلیل پدر این قایقران به شدت از فدراسیون قایقرانی شاکی شد و مربی تیم ملی قایقرانی به دلیل همین اهمال اخراج شد اما اظهار داشت که اصلاً از موضوع فرار پاکدل اطلاعی نداشته‌است عضو تیم ملی قایقرانی ایران که در مرداد ۱۳۹۴ به چک پناهنده شد؟ یا ملی‌پوش قایقرانی در مرداد۱۳۹۵ به پرتغال پناهنده شد. |
| ۲۷ | آرزو معتمدی            | قایقرانی                          | آمریکا        | آرزو معتمدی ابتدا می‌خواست یک شناگر باشد اما به دلیل پوشش شنای بانوان قید حضور در این رشته ورزشی را زد. علاقه او به ورزش‌های آبی موجب شد تا به قایقرانی روی بیاورد. با تلاش‌های مستمر به عنوان اولین بانوی ایران سهمیه حضور در رقابت‌های کایاک المپیک ۲۰۱۲ لندن را بدست می‌آورد اما درست قبل از اعزام، فدراسیون بین او و آرزو حکیمی مسابقات انتخابی برگزار کرد و در نهایت آرزو حکیمی به مسابقات المپیک اعزام شد. این اتفاق سرخوردگی شدید معتمدی را به همراه داشت و در سال ۱۳۹۱ با دریافت پذیرش از دانشگاه اوکلاهاما به آمریکا رفت و نتایج خوبی به در رقابت‌های کایاک ۵۰۰ متر و ۱۰۰۰ متر آلمان بدست آورد. در سال ۲۰۱۳ وی توانست در رقابت‌های داخلی آمریکا مقام دوم رقابت‌های ۲۰۰ متر و ۵۰۰ متر را از آن خود کند. رشته قایقرانی فعالیت می‌کرد و در سال ۱۳۹۱ به آمریکا پناهنده شد. |
| ۲۸ | مینا علیزاده           | قایقرانی                          | آلمان         | عضو تیم ملی قایقرانی دراگان بوت بانوان ایران بود که وقتی در سال ۱۳۸۸ برای شرکت در مسابقات قهرمانی دراگون بوت جمهوری چک با تیم ملی عازم این کشور بود در میانه راه با ترک تیم ملی به واسطه حضور برادش در آلمان به این کشور رفت و همان‌جا پناهنده و عضو تیم ملی آلمان شد ملی‌پوش قایقرانی در سال ۱۳۸۸ به کشور آلمان پناهنده شد |
| ۲۹ | سعید فضل‌اولی           | قایقرانی                          | آلمان         | قایقران تیم ملی ایران و دارنده ۲ مدال طلای آسیایی جوانان، ۱ نقره آسیایی جوانان، ۱ برنز مسابقات انتخابی المپیک بزرگسالان، ۲ نقره و ۱ برنز قهرمانی آسیا، ۱ مدال نقره و ۱ مدال برنز زیر ۲۳ سال جهان و ۱ مدال نقره بازی‌های آسیایی اینچئون کره جنوبی در سال ۱۳۹۴ به کشور آلمان پناهنده شد. فضل اولی دلیل پناهنده شدنش را این‌گونه بیان می‌کند که در فدراسیون قایقرانی فقط به دنبال مدال‌آوری و پز دادن با آن بودند و صلاح ندانستم و شرایط را جوری ندانستم که بخواهم در اردوها شرکت کنم چون همه ش حق خوری و رانت و رشوه و اینجور مسائل باعث می‌شد که حق کس دیگری یا حتی حق خودم خورده شود. قایقرانی ایران در این سطح نیست که آن را با قایقرانی دنیا مقایسه کنیم. وی دلیل پیشرفت خود در کشور آلمان را این‌گونه اعلام کرد که از لحاظ فکری بسیار آزاد بوده و تیم ملی آلمان خانواده دوم من است. فضل اولی در سال ۲۰۱۶ توانست در مسابقات قهرمانی کشوری آلمان نفر اول در کایاک تک نفره و نفر دوم در کایاک چهارنفره شد و مسئولان شهر کارلسروهه وی را به عنوان یکی از ۵ ورزشکار برتر این شهر معرفی کردند. اما تا دو سال بعد از مهاجرتش نتوانست در مسابقات رسمی تیم ملی آلمان حاضر شود چراکه طبق قانون ابتدا می‌بایست فدراسیون ایران چنین اجازه‌ای را به او می‌داد اما پس از دو سال به لحاظ قانونی از این قید و بند آزاد شد. عضو تیم ملی قایق‌رانی در مهر ۱۳۹۵ به آلمان پناهنده شد. |
| ۳۰ | هامون درفشی‌پور         | کاراته                            | کانادا        | عضو تیم ملی کاراته ایران به کانادا پناهنده شد. |
| ۳۱ | مجید داداش             | کشتی                              | آلمان         | قهرمان سابق کشتی در سال۱۳۹۴ به آلمان پناهنده شد. |
| ۳۲ | محمدمهدی بی‌نیاز        | کشتی                              | ایتالیا       | کشتی‌گیر تیم ملی در سال۱۳۹۵ به ایتالیا پناهنده شد. |
| ۳۳ | محمدرضا آذرشکیب        | کشتی                              | آذربایجان     | قهرمان کشتی در فروردین۱۳۹۸ به آذربایجان پناهنده شد. |
| ۳۴ | پیام زرین‌پور           | کشتی                              | آمریکا        | ملی‌پوش کشتی در سال ۱۳۹۵ پناهنده آمریکا شد. |
| ۳۵ | انوش جعفری گرزینی      | کشتی                              | آلمان         | این نوجوان ۱۵ ساله ایرانی‌تبار، در فصل ۲۰۲۰–۲۰۲۱ کشتی بوندس‌لیگای آلمان، در ترکیب تیم اصلی و بزرگسالان کشتی آ.اس. فا ماینتس در وزن ۵۷ کیلوگرم روی تشک خواهد رفت. وی در شهر ماینتس آلمان بزرگ شده‌است. وی سابقه کسب عنوان‌های قهرمانی در رده سنی نوجوانان و نونهالان ایالت «راین‌لند فالتس» جمهوری فدرال آلمان را دارد. پدر وی، مهدی جعفری گرزینی، عضو هیئت رئیسه باشگاه کشتی آ.اس. فا ماینتس می‌باشد. |
| ۳۶ | نوید زنگنه             | کشتی آزاد                         | کانادا        | ملی‌پوش کشتی آزاد ایران در وزن ۷۴ کیلوگرم که در ۲۰۱۸ مدال برنز کشتی آزاد زیر ۲۳ سال جهان و در ۲۰۱۹ هم مدال نقره آسیایی را در همین وزن گرفت به کانادا پناهنده شد. |
| ۳۷ | سامان طهماسبی          | کشتی فرنگی                        | آذربایجان     | برنده دو مدال برنز کشتی فرنگی جهان و طلای قهرمانی آسیا کشتی‌گیر در سال ۱۳۸۹ به کشور آذربایجان پناهنده شد. |
| ۳۸ | صباح شریعتی            | کشتی فرنگی                        | آذربایجان     | برنده مدال نقره کشتی فرنگی بازی‌های اروپایی کشتی‌گیر در فروردین ۱۳۹۸ به کشور آذربایجان پناهنده شد. |
| ۳۹ | محمود زاویه            | نجات‌غریق                          | فرانسه        | ملی‌پوش رشته نجات غریق در سال ۱۳۹۳ به فرانسه پناهنده شد. عضو تیم ملی نجات غریق و غواصی پس از مسابقه‌های جهانی مون پلیه به ایران بازنگشت و احتمال حضور آن‌ها در کشور فرانسه و گرفتن اقامت دائمی می‌رود. |
| ۴۰ | پوریا پورابراهیم       | نجات‌غریق                          | فرانسه        | ملی‌پوش رشته نجات غریق در سال ۱۳۹۳ به فرانسه پناهنده شد. عضو تیم ملی نجات غریق و غواصی پس از مسابقه‌های جهانی مون پلیه به ایران بازنگشت و احتمال حضور آن‌ها در کشور فرانسه و گرفتن اقامت دائمی می‌رود. |
| ۴۱ | ایمان جمالی            | هندبال                            | مجارستان      | تیم هندبال سپاهان اصفهان در سال ۱۳۹۴ به عنوان اولین لژیونر ایرانی به لیگ مجارستان رفت. اما پس از مدتی در این کشور پناهنده شد و پیراهن تیم ملی هندبال مجارستان را پوشید عضو تیم هندبال اصفهان در سال ۱۳۹۳ به مجارستان پناهنده شد. |
| ۴۲ | امید احمدی‌صفا          | بوکس                              | آلمان         | در مسابقات کیک‌بوکس به همراه تیم ملی کیک‌بوکسینگ ایران در ایتالیا حضور داشت، ولی پس از راهیابی به فینال مسابقات، اردوی تیم را به مقصد آلمان ترک کرد. |
| ۴۳ | علی قربانی             | فوتبال                            | آذربایجان     | او در سال ۲۰۲۰ عضو تیم ملی فوتبال جمهوری آذربایجان شد و در مقابل مونته‌نگرو اولین بازی ملی خود را انجام داد. |
| ۴۴ | شقایق باپیری           | هندبال                            | اسپانیا       | پنجشنبه ۲۵ آذر ۱۴۰۰، شقایق باپیری از پناهنده شدن خود به دلیل محدودیت‌ها برای زنان و حجاب اجباری خبر داد. شقایق باپیری سابقه شش سال عضویت در تیم ملی هندبال زنان ایران و باشگاه سپاهان را دارد و از بازیکنان پرتجربه تیم ایران به‌شمار می‌رود. او پیش‌تر در لیگ هندبال اربیل عراق خانم گل شده بود. |
| ۴۶ | یکتا جمالی             | وزنه‌بردار                         | آلمان         | یکتا جمالی، پس از کسب نقره یک‌ضرب در دسته ۸۷ کیلوگرم رقابت‌های قهرمانی وزنه‌برداری دختران جوانان جهان، روز ۲۰ اردیبهشت ۱۴۰۱ در آتن با برنامه قبلی و با هدف مهاجرت به کشوری دیگر هتل محل اقامت تیم ملی را در یونان ترک کرد. |
| ۴۷ | حسین ثوری              | مدیر ورزشی                        | اسپانیا       | بوکسور آماتور سابق، و رئیس فدراسیون بوکس جمهوری اسلامی ایران، او به همراه تیم بوکس جوانان به اسپانیا سفر کرد و در میانه مسابقات اعلام پناهندگی کرد. وی در جریان پناهندگی مبین کهرازه به اتریش، در سال ۱۳۹۸ بازداشت شده بود. |
| ۴۸ | آرین ساعدپناه          | بوکس                              | اسپانیا       | عضو تیم بوکس جوانان اعزامی به اسپانیا، که در جریان مسابقات اعلام پناهندگی کرد. وی اجازه نیافت که به سراغ حریفان بعدی خود برود. |
| ۴۹ | مرتضی ریگی             | بوکس                              | اسپانیا       | عضو تیم بوکس جوانان اعزامی به اسپانیا، که پس از مسابقات اعلام پناهندگی کرد. ادعا شده که او خواهرزاده حسین ثوری رئیس وقت فدراسیون بوکس بوده‌است، که چند روز زودتر اعلام پناهندگی کرده‌است. |
| ۵۰ | سارا سادات خادم‌الشریعه | شطرنج                             | اسپانیا       | عضوی تیم شطرنج اعزامی به قزاقستان، در این مسابقات بدون حجاب اجباری شرکت کرد، و در ادامه اعلام کرد از بیم انتقام‌جوئی رژیم جمهوری اسلامی به ایران بازنمی‌گردد و به اسپانیا پناهنده شد. |
| ۵۱ | بهزاد امیدی            | کاراته                            | المان         | عضو تیم اعزامی به مسابقات کاپ جهانی اسلوونی۲۰۲۲ که بعد از نقره تیمی و برنز انفرادی به المان پناهنده شد بهزاد امیدی دارنده برنز جهانی ۲۰۰۸ المان ونقره آسیا شیتوکای در ۲۰۱۲ بود. |
| ۵۲ | ستار صید               | اسکی‌باز                           | نروژ          | وی اسکی‌باز پر افتخار این ورزش در ایران است. وی در بازیهای آسیایی سال ۲۰۱۱ مدال برنز برای ایران کسب کرده بود. |
| ۵۳ | پریسا جهانفکریان       | عضو تیم ملی وزنه‌برداری زنان ایران | آلمان         | وی بیش از پنج سال است در رشته وزنه‌برداری به‌طور حرفه‌ای فعالیت می‌کند، حدود سه سال عضو تیم ملی ایران بود. با اینکه او در وزنه‌برداری ایران سهمیه المپیک را به عنوان نخستین زن در ایران به‌دست آورده بود، ولی به‌دلیل واکنش کمیته انضباطی به اعتراض او این شانس را از دست داد. |
| ۵۴ | متین بالسینی           | شناگر تیم ملی ایران               | بریتانیا      | وی در اواخر اردیبهشت ۱۴۰۱ به بریتانیا پناهنده شد. وی رکورددار ماده ۲۰۰ متر پروانه ایران بود و توانسته بود هشت بار رکورد ۲۰۰ متر پروانه ایران را در استخر مسافت کوتاه و بلند بشکند. |
| ‌۵۵ | محمد نامجو مطلق        | کشتی‌گیر تیم ملی جوانان ایران      | آلمان         | وی دارنده مدال برنز امیدهای آسیا در سال ۲۰۱۹ به میزبانی مغولستان می‌باشد. |
| ۵۶ | فرزاد رستمی            | کاراته کای تیم ملی ایران          | سوئیس         | وی در مسابقات کاراته وان پاریس شرکت کرده بود. |
| ۵۷ | ایمان مهدوی            | کشتی‌گیر                           |               | نام ایمان مهدوی کشتی‌گیر پناهنده در فهرست ورزشکاران پناهنده زیر نظر کمیته بین‌المللی المپیک برای شرکت در المپیک ۲۰۲۴ پاریس قرار گرفت. |
| ۵۸ | محبوبه بربری           | جودوکار                           | آلمان         | وی عضو سابق تیم ملی جودو ایران از سال ۲۰۱۸ در آلمان زندگی می‌کند. او با حضور در رقابت‌های قهرمانی جهانی ۲۰۲۳ در تلاش برای قرار گرفتن در سهمیه المپیک ۲۰۲۴ می‌باشد. |
| ۵۹ | سالار غلامی            | بوکسور                            | کانادا        | وی به مدت ۱۲ سال عضو و ۲ سال هم کاپیتان تیم ملی بوکس ایران بوده و چندین مدال کسب کرده‌است، وی در کانادا وارد بوکس حرفه‌ای شد و با شکست دادن سیلویرا لوئیز، قهرمان بوکس سنگین‌وزن کاناد شد. |
| ۶۰ | زینب‌کبری موسوی         | یخ‌نورد                            | سوئیس         | وی عضو تیم ملی یخ‌نوردی و نایب قهرمان جهان بود که به سوئیس پناهنده شد. |
| ۶۲ | فاطمه روحانی           | تکواندوکار                        | آلمان         | او تکواندوکار با سابقه تیم ملی در خرداد ۱۴۰۲ به دلیل «موضوعات سیاسی» از جمله مطالبی انتقادی در شبکه‌های اجتماعی که در طول خیزش سراسری ۱۴۰۱ می‌نوشت، از ایران خارج شد و به آلمان پناهنده شد. |
| ۶۳ | مرجان کلهر             | اسکی‌باز                           | فرانسه        | نخستین زن المپیکی اسکی در خرداد ۱۴۰۲ به همراه همسرش پوریا ساوه شمشکی، کاپیتان پیشین «اسکی آلپاین» به فرانسه مهاجرت کردند. |
| ۶۴ | پوریا ساوه شمشکی       | اسکی‌باز                           | فرانسه        | کاپیتان پیشین اسکی آلپاین به همراه همسرش مرجان کلهر در خرداد ۱۴۰۲ به فرانسه مهاجرت کرد. |
| ۶۵ | محمد حسینی             | کوهنوردی                          | بلژیک         | عضو سابق تیم ملی کوهنوردی و مربی تیم ملی کوهنوردی امید ایران از سال ۱۳۹۹ تا شهریور ۱۴۰۱؛ دارنده مدال معادل برنز جهان و آسیا. در تابستان سال ۱۴۰۳ به کشور بلژیک تقاضای پناهندگی داد. |